# Distretto di Béjaïa
Il distretto di Béjaïa è un distretto dell'omonima provincia, in Algeria, con capoluogo Béjaïa.